# Isaak der Große

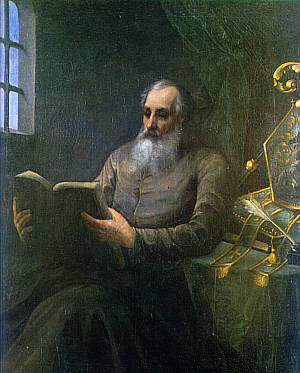
Heiliger Isaak der Große (Sahak)

Isaak von Armenien oder Sahak (armenisch Սահակ;* um 338; † 7. September 439 in Aschtischat in Süd-Armenien) war von 387 bis 428 Katholikos (oder Patriarch) von Armenien. Er war auch bekannt als Isaak der Große und auf seine parthische Herkunft hinweisend als „Սահակ Պարթև – Sahak Parthew“.

## Herkunft
Isaak der Große entstammte der armenischen Adelsfamilie der Gregoriden – den Nachkommen von Gregor dem Erleuchter, dem ersten Katholikos (Patriarchen) der Armenischen Apostolischen Kirche.
Er war der Sohn von Nerses I. dem Großen, (auch St. Nerses I. Parthev genannt) (In Armenisch Սուրբ Ներսես Ա. Մեծ) (* 335, † 25. Juli 373), der – mit einer Unterbrechung – von 353 bis 373 Katholikos des Heiligen Stuhles von St. Etschmiadsin und Aller Armenier, d. h., Patriarch der Armenischen Apostolischen Kirche und ein armenischer Staatsmann der Antike war, der noch heute als Heiliger verehrt wird. Zugleich war Nerses I. Fürst der gregoridischen Domänen, die u. a. die Bezirke bzw. Provinzen Acilisene (Hachdeanq/Hashteank), Taron-Ashtishat (West-Taron) und Bagravandene (Bagrevand) umfassten.
Seine Mutter war Sandukdt Mamikonjan, eine Tochter von Wardan, dem Chef des fürstlichen Hauses Mamikonjan.

## Leben
Noch als Kind Vollwaise geworden, erhielt er später in Konstantinopel eine exzellente literarische Ausbildung, teilweise in östlichen Sprachen. Nachdem er zum Patriarchen gewählt worden war, beschloss er, sein Tun und Handeln dem religiösen und wissenschaftlichen Aufbau und der Weiterbildung seines Volkes zu widmen. Zu der Zeit machte Armenien eine schwerwiegende Krise durch. 387, als Armenien seine Unabhängigkeit verlor und zwischen dem byzantinischen Reich und Persien aufgeteilt wurde, wurde er zum Katholikos ordiniert. Er hatte jahrzehntelang das Bischofsamt inne. Sein Ansehen in der Bevölkerung wuchs, nachdem ihn der Perserkönig 426 abgesetzt hatte. Er zog in den Westen des Landes, wo er vom byzantinischen Kaiser Theodosius II. beschützt und unterstützt wurde.
Um 430 verbrachte er, aufgrund persischen Drucks, einige Zeit im Exil. Mit Erlaubnis Persiens kehrte er nach wenigen Jahren an seinen Bischofssitz zurück. Im hohen Alter zog er sich aus der Öffentlichkeit zurück und starb schließlich 110-jährig. Heute sind ihm in der armenischen Kirche mehrere Tage im Jahr gewidmet.

## Folgen der Teilung Armeniens
Nach der Teilung Armeniens hatte jedes Teil seinen eigenen armenischen König. Im byzantinischen Teil war es den Armeniern verboten, die Syrische Sprache zu gebrauchen. Sie wurde ausschließlich für den Gottesdienst benutzt. Im Alltag sollte die Griechische Sprache eingesetzt werden, damit das Land hellenisiert wird. Im persischen Teil wurde wiederum Griechisch gänzlich verboten und die syrische Sprache war bevorzugt und sehr willkommen. Durch diese Ereignisse war die uralte Kultur der Armenier in Gefahr in Vergessenheit zu geraten. Die nationale Einheit war ebenfalls ernsthaft gefährdet.

## Werk

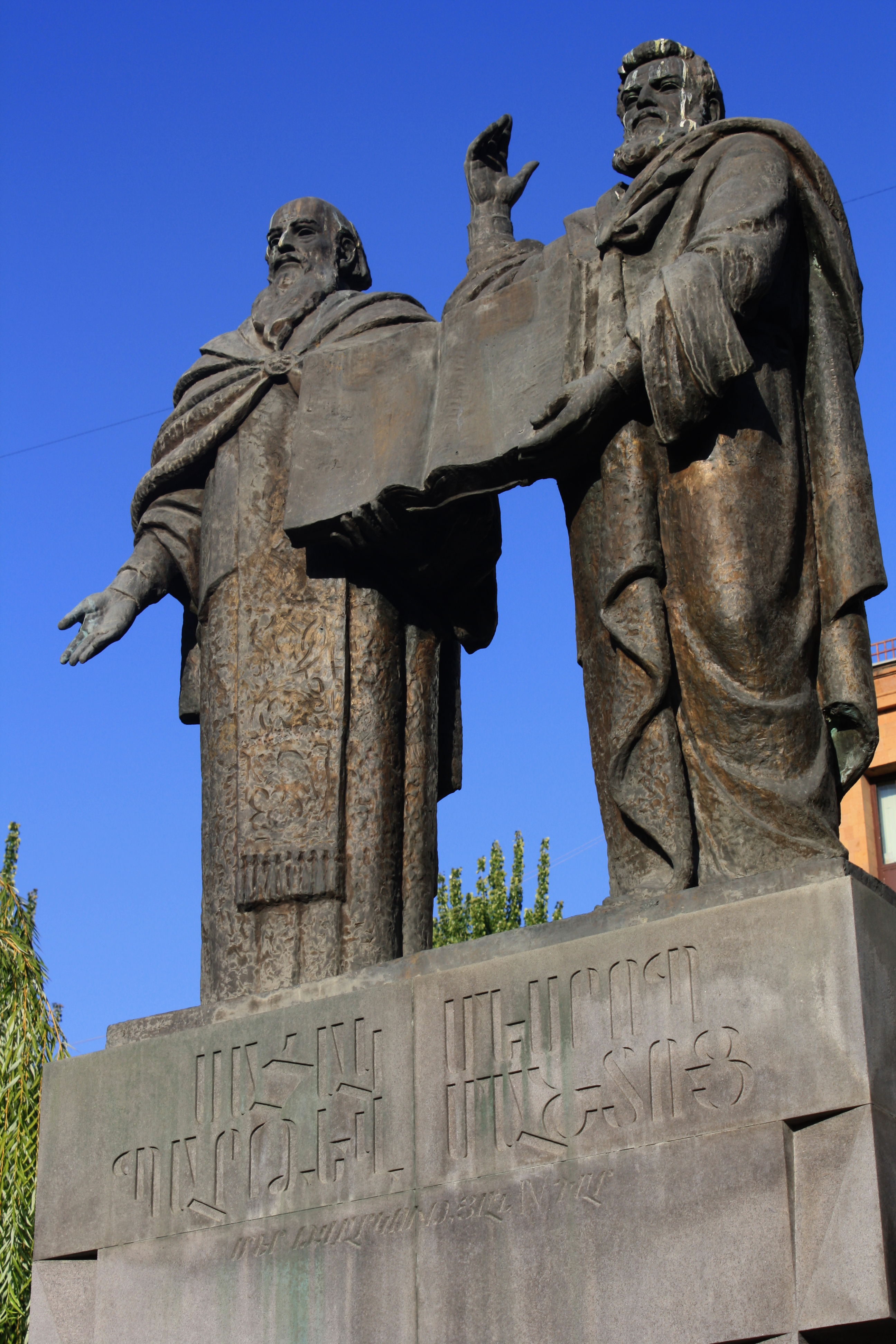
Isaak-Mesrop-Denkmal (Ara Sargsjan, 1943) vor der Staatlichen Universität Jerewan

Um beides zu vermeiden und zu retten, was noch zu retten ist, entwickelte Isaak mit Hilfe Mesrops das armenische Alphabet und übersetzte byzantinische und griechische Werke, darunter die Bibel, bzw. förderte auch maßgeblich die Übertragung wichtiger Werke in die Volkssprache, und gilt deshalb als Begründer der armenischen Literatur. Die Übersetzung vom Syrischen wurde jedenfalls im Sinne der Septuaginta und der hebräischen Quellen aus dem Zeitraum 410 bis 430 n. Chr. angepasst. Die bisherige syrische Liturgie wurde ebenfalls ins Armenische übersetzt. Gleichzeitig bezog er sich der Liturgie des Basilius der Große, um dem neuen Gottesdienst spezifische nationale Charakterzüge zu verleihen. Sahak baute Schulen für höhere Studien auf. Dabei halfen ihm seine Jünger, die er zum Studium nach Edessa, Melitene, Konstantinopel schickte. Mit ihrer Hilfe gelang es ihm, die ersten Meisterwerke der griechisch und syrisch christlichen Literatur zu verfassen, u. a. die Werke von Athanasius, Kyrill von Jerusalem, Basil, Gregor von Nazianz und Gregor von Nyssa, Johannes Chrysostomos, Ephraem der Syrer.
Durch intensive Bemühungen Sahaks wurden die von Persern zerstörte Kirchen und Klöster wieder aufgebaut. Darüber hinaus ließ er neue Klöster, Schulen und Krankenhäuser einrichten. Die Bildung wurde gepflegt und genoss zu dieser Zeit ein höheres Ansehen. Die von Schah Yazdegerd I. eingesetzte Zoroastrismus wurde wieder aus dem Bildungsprogramm genommen und die drei Kollegien, als Hüter der kirchlichen Disziplin wieder errichtet. Sahak soll auch der Autor von liturgischen Hymnen sein. Von ihm stammen zwei Briefe, die an Theodosius II. und an Attikus von Konstantinopel geschrieben wurden. Ein auf das 10. Jahrhundert datierter, an den heiligen Proklos von Konstantinopel adressierter dritter Brief stammt nicht von ihm. Die ihm zugeschriebenen Kanons, eine Liturgie und einige Hymnen sind ebenfalls unecht.
Im Konzil von Ephesos von 431 n. Chr., bezüglich der Auseinandersetzung zwischen den Anhängern des Nestorius und der Jünger des Acacius von Melitene und des Rabbulas, appellierte Isaaks Kirche an Konstantinopel und bat um rechtlichen Beistand. Isaak glich die Ordnung der armenischen Kirche der der byzantinischen an, verbot dementsprechend den Ehestand der Bischöfe. Aufgrund seines hohen Alters konnte er nicht am Konzil von Ephesos teilnehmen, übernahm aber auf der Synode von Aschtischat (435) die Beschlüsse dieses 3. ökumenischen Konzils.

## Ehe und Nachkommen
Isaak, war der Tradition seiner Familie entsprechend – die das Amt des Katholikos durch mehrere Generationen hindurch gleichsam als Familienerbe ausübte – in jungen Jahren verheiratet, bevor er seine geistliche Laufbahn begann und zum Diakon geweiht wurde. Der Name seiner Frau ist allerdings nicht überliefert.
Aus dieser Ehe stammt zumindest eine Tochter:
- Sahakanoysh Prinzessin der Gregoriden (* um 385), die zur Erbin der gregoridischen Domänen wurde. Nach dem Tod ihres Vaters im Jahre 439 kam der ausgedehnte Landbesitz der Gregoriden durch ihre Ehe mit Hamazasp Mamikonjan, der 416 das in seiner Familie erbliche Amt des „Sparapet“, d. h., des militärischen Oberkommandierenden des Königreiches Großarmenien ausübte, an die fürstliche Haus Mamikonjan, das dadurch zur wohl mächtigsten Adelsfamilie Armeniens aufstieg.[5]

## Gedenken
Sahak Parthew gehört zu den Heiligen der Armenischen Apostolischen Kirche. Heiligentage haben in dieser Kirche kein feststehendes Datum, da sie mit dem Kirchenjahr und den Wochentagen abgestimmt werden.